# Osonica
Osonica (cyr. Осоница) – wieś w Serbii, w okręgu morawickim, w gminie Ivanjica. W 2011 roku liczyła 790 mieszkańców.